# Mykolajiwka (Konotop)
Mykolajiwka (ukrainisch Миколаївка; russisch Николаевка Nikolajewka) ist ein Dorf in der ukrainischen Oblast Sumy mit etwa 640 Einwohnern (2001).
Das im 17. Jahrhundert gegründete Dorf liegt auf einer Höhe von 153 m am Ufer der Kuryzja (Куриця), eines 27 km langen, linken Nebenflusses des Tern, 15 km südlich vom Gemeinde- und ehemaligen Rajonzentrum Buryn und 75 km nordwestlich vom Oblastzentrum Sumy.
8 km westlich vom Dorf verläuft bei Woskressenka (Воскресенка) die Territorialstraße T–19–19.
Am 12. Juni 2020 wurde das Dorf ein Teil der Stadtgemeinde Buryn, bis dahin bildete es zusammen mit dem Dorf Boschiwka (Бошівка) die gleichnamige Landratsgemeinde Mykolajiwka (Миколаївська сільська рада/Mykolajiwska silska rada) im Süden des Rajons Buryn.
Am 17. Juli 2020 kam es im Zuge einer großen Rajonsreform zum Anschluss des Rajonsgebietes an den Rajon Konotop.

## Söhne und Töchter der Ortschaft
- Alexei Sidorow (1891–1978), sowjetischer Kunsthistoriker
- Leonid Toptunow (1960–1986), Reaktorsteuerungsingenieur im Kernkraftwerk Tschernobyl und Liquidator